# De Glashut

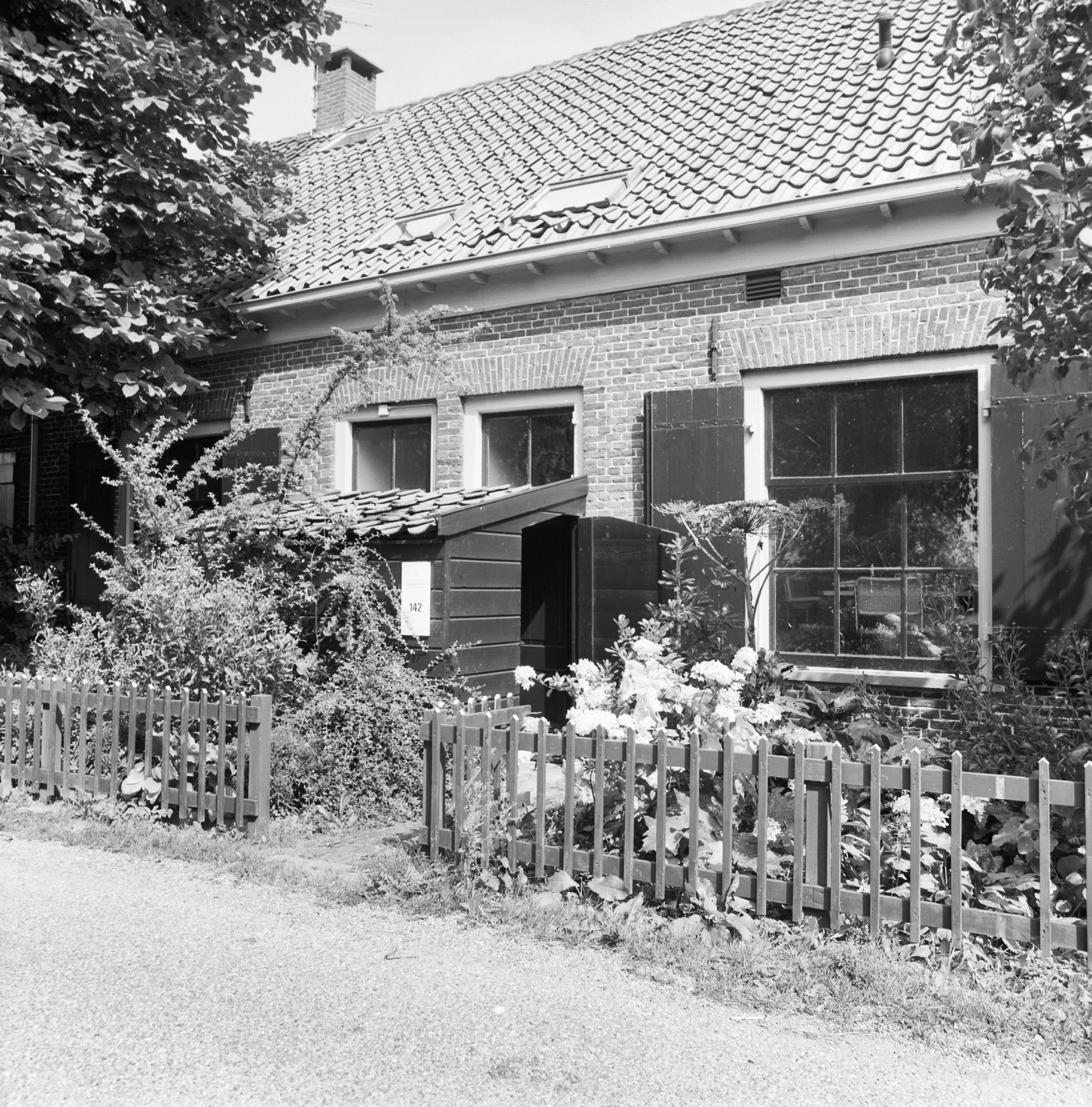
Deel van de arbeiderswoningen.

De Glashut, ook wel Glashütte genoemd, was in de 19e eeuw een glasfabriek bij het Nederlandse dorp Loenen aan de Vecht. Een buurtje werd gesticht in de nabije omgeving voor de arbeiders en ernaar vernoemd.

## Fabriek
Pieter van der Mersch (1775-1835) wiens familie lange tijd op de buitenplaats Oostervecht woonde, richtte een glasfabriek op op of naast de buitenplaats. De buitenplaats is in 1836 gesloopt. Omstreeks 1862 is door overname een glasabriek vanuit de Gelderse stad Nijkerk verhuisd naar het terrein van de voormalige buitenplaats. Deze glasfabriek die De Glashut heette heeft er tot 1897 bestaan.

## Buurtje
Voor de (veelal) Duitse arbeiders van de fabriek De Glashut zijn achttien woningen in drie woonblokken gebouwd aan de rivier de Vecht ter hoogte van Oud Over. De arbeiderswoningen zijn in 1970 verbouwd tot negen woningen. In 2001 zijn de woonblokken aangewezen als rijksmonument.